# USS Amberjack (SS-219)
USS Amberjack (SS-219) – amerykański okręt podwodny typu Gato, pierwszego masowo produkowanego wojennego typu amerykańskich okrętów podwodnych. Okręt został zatopiony 16 lutego 1943 roku w wyniku kombinowanego ataku morsko-lotniczego, skutkiem czego śmierć poniosło 74 członków załogi.